# Carman Maxwell
Carman Griffin Maxwell (Siloam Springs, 27 dicembre 1902 – Ojai, 22 settembre 1987) è stato un animatore e doppiatore statunitense.

## Biografia
Maxwell nacque a Siloam Springs, e in seguito si trasferì a Kansas City (Missouri). Iniziò la sua carriera al Laugh-O-Gram Studio di Walt Disney. Tra i suoi primi lavori ci sono i cortometraggi Jack and the Beanstalk, Goldie Locks and the Three Bears, Il gatto con gli stivali e Cenerentola, tutti usciti nel 1922. Insieme a Hugh Harman, Rudolf Ising e Friz Freleng faceva parte del gruppo che alla fine si staccò da Disney per formare il nucleo di quello che diventerà la Leon Schlesinger Productions.
Oltre all'animazione per Harman e Ising, Maxwell doppiò la loro creazione più famosa, Bosko. In seguito Maxwell fu anche un direttore di produzione presso lo studio di animazione della Metro-Goldwyn-Mayer. Ritiratosi ancora giovane nel 1956, morì il 22 settembre 1987 a 84 anni.